# Балансовый объём

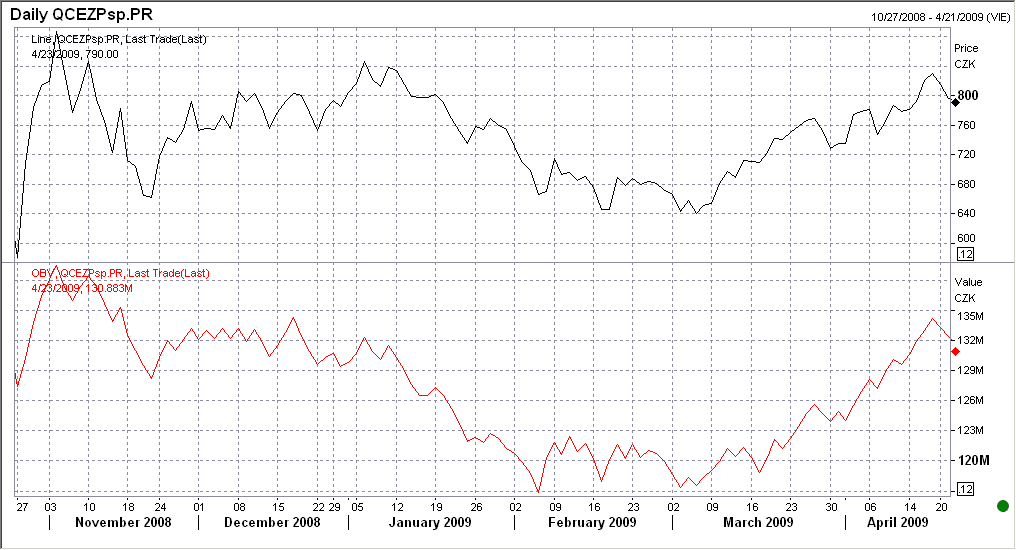
График цены (сверху) и индикатора OBV (снизу).

Равновесный объём или балансовый объём (РО, БО, OBV от англ. on-balance volume — объём на балансе) — один из простейших технических индикаторов, основанный на цене и объёме.

## История
Первоначально данный индикатор был разработан Вудсом и Вигнолия под названием кумулятивный объём в 1946 году. Однако получил распространение лишь в 1963 году, благодаря изданной Джозефом Э. Грэнвиллом книге «Новая стратегия максимально выгодной дневной торговли на фондовом рынке Грэнвилла».

## Методика вычисления
Индикатор OBV представляет собой кумулятивную скользящую среднюю объёма торгов, взятого со знаком плюс в случае растущего рынка и со знаком минус в случае падающего:
{\displaystyle {\textit {OBV}}_{t}={\textit {OBV}}_{t-i}+\left\{{\begin{matrix}{\textit {volume}}_{t}&\mathrm {if} \ {\textit {close}}_{t}>{\textit {close}}_{t-i}\\0&\mathrm {if} \ {\textit {close}}_{t}={\textit {close}}_{t-i}\\-{\textit {volume}}_{t}&\mathrm {if} \ {\textit {close}}_{t}<{\textit {close}}_{t-i}\end{matrix}}\right.},
где {\displaystyle {\textit {OBV}}_{t}} — значение индикатора OBV в момент {\displaystyle t}, {\displaystyle {\textit {OBV}}_{t-i}} — предыдущее значение индикатора, {\displaystyle {\textit {volume}}_{t}} — объём торгов в момент {\displaystyle t}, {\displaystyle {\textit {close}}_{t},{\textit {close}}_{t-i}} — цены закрытия соответственно текущего и предыдущего периода.
Таким образом, если цена растёт, значение индикатора тоже растёт, если цена падает, значение индикатора падает.

## Торговые стратегии
Индикатор может быть истолкован различным образом: для подтверждения трендов или в качестве осциллятора перекупленности либо перепроданности, а также анализа схождений и расхождений.
Например, для механической торговли может подойти способ анализа поведения индикатора по отношению к его скользящей средней:
- Купить, когда OBV пересечёт свою скользящую среднюю снизу вверх.
- Продать, когда OBV пересечёт свою скользящую среднюю сверху вниз.

Причём исследователи указывают на допустимость открытия зеркальных коротких позиций по этому способу.

## Связь с другими индикаторами
В дальнейшем индикатор балансового объёма был модифицирован, и заложенные в нём идеи нашли отражение в других индикаторах, например, в Тренде цены и объёма, Индексе денежного потока, Индексе накопления/распределения и других.